# Trichomanes crispiforme
Trichomanes crispiforme là một loài thực vật có mạch trong họ Hymenophyllaceae. Loài này được Alston miêu tả khoa học đầu tiên năm 1944.